# Jamestown (Califòrnia)
Jamestown és una concentració de població designada pel cens dels Estats Units a l'estat de Califòrnia. Segons el cens del 2000 tenia 3.017 habitants.

## Demografia
Segons el cens del 2000, Jamestown tenia 3.017 habitants, 1.293 habitatges, i 812 famílies. La densitat de població era de 380,7 habitants/km².
Dels 1.293 habitatges en un 26,2% hi vivien nens de menys de 18 anys, en un 45,9% hi vivien parelles casades, en un 13,1% dones solteres, i en un 37,2% no eren unitats familiars. En el 31,1% dels habitatges hi vivien persones soles el 18,1% de les quals corresponia a persones de 65 anys o més que vivien soles. El nombre mitjà de persones vivint en cada habitatge era de 2,27 i el nombre mitjà de persones que vivien en cada família era de 2,84.
Per edats la població es repartia de la següent manera: un 23% tenia menys de 18 anys, un 7,4% entre 18 i 24, un 22,2% entre 25 i 44, un 23,2% de 45 a 60 i un 24,2% 65 anys o més.
L'edat mediana era de 42 anys. Per cada 100 dones de 18 o més anys hi havia 79,5 homes.
La renda mediana per habitatge era de 25.847 $ i la renda mediana per família de 34.896 $. Els homes tenien una renda mediana de 27.083 $ mentre que les dones 26.250 $. La renda per capita de la població era de 16.209 $. Entorn del 14,1% de les famílies i el 16,3% de la població estaven per davall del llindar de pobresa.

## Poblacions més properes
El següent diagrama mostra les poblacions més properes.